# 第三次靳雲鵬內閣
第三次靳雲鵬內閣是第二次靳雲鵬內閣總辭之後靳雲鵬重新組織的內閣，成立於民國10年（1921年）5月14日，結束於同年12月24日。
靳雲鵬的此次內閣排斥了舊交通系的勢力，但是他安排的財政總長繼任人李士偉由於曾經在日本洋行做過買辦，招致各方的強烈反對而未能赴任，一開始就由次長潘復代理，後來更正式免去李的職務，任命高凌霨為財政總長；而留任的教育總長范源濂以學潮為由也沒有到任，由馬邻翼代理。
由於安福國會已被解散，此時中國沒有國會，所以此屆內閣的國務總理和閣員的任命都沒有經過國會的批准，所以徐世昌大總統命令內閣署理行之。內閣成員一律帶有「特任」的字樣。正因此此屆內閣的合法性受到質疑。
靳雲鵬在第二次內閣時得罪了舊交通系的領袖梁士詒，梁士詒於是決意扳倒靳雲鵬，他從張作霖和徐世昌兩方面分化總統府、政府、軍閥的關係。靳雲鵬因為未能滿足張作霖安插親信的要求而和張作霖鬧翻，後來又因為冷言諷刺徐世昌總統和北京稅收問題而和徐世昌對立。最終，靳雲鵬被迫辭職，梁士詒在張作霖推薦下繼任總理。

## 內閣成員
| 職位     | 姓名   | 備注               |
| -------- | ------ | ------------------ |
| 國務總理 | 靳雲鵬 |                    |
| 外交總長 | 顏惠慶 |                    |
| 內務總長 | 齊耀珊 |                    |
| 財政總長 | 李士偉 | 沒有到任           |
| 財政總長 | 潘復   | 代理，次長         |
| 財政總長 | 高凌霨 | 1921年10月28日任命 |
| 陸軍總長 | 蔡成勳 |                    |
| 海軍總長 | 李鼎新 |                    |
| 農商總長 | 王迺斌 |                    |
| 交通總長 | 張志潭 |                    |
| 司法總長 | 董康   |                    |
| 教育總長 | 范源濂 | 沒有到任           |
| 教育總長 | 馬邻翼 | 代理               |